# Maoli Hu
Maoli Hu är en sjö i Kina. Den ligger i provinsen Hunan, i den södra delen av landet, omkring 170 kilometer nordväst om provinshuvudstaden Changsha. Maoli Hu ligger 30 meter över havet. Arean är 23,5 kvadratkilometer. Trakten runt Maoli Hu består till största delen av jordbruksmark. Den sträcker sig 11,1 kilometer i nord-sydlig riktning, och 10,2 kilometer i öst-västlig riktning.
Genomsnittlig årsnederbörd är 1 706 millimeter. Den regnigaste månaden är maj, med i genomsnitt 303 mm nederbörd, och den torraste är december, med 32 mm nederbörd.